# Pierre Belon
Pierre Belon (Le Mans, 1517 – París, 1564) va ser un naturalista i diplomàtic francès. Va escriure sobre nombrosos temes incloent ictiologia, ornitologia, botànica, anatomia comparada i egiptologia. És conegut també Pierre Belon du Mans, o en la forma llatinitzada de Petrus Bellonius Cenomanus. Ivan Pavlov va dir d'ell que era el "profeta de l'anatomia comparada".

## Biografia
Belon nasqué el 1517 al llogarret de Souletière prop de Cérans-Foulletourte. Va treballar com apotecari del bisbe de Clermont, Guillaume Duprat. Després viatjà a través de Flandes i Anglaterra i s'interessà per la zoologia. Quan tornà a Alvèrnia el bisbe de Le Mans, René du Bellay, l'ajudà per estudiar a la Universitat de Wittenberg amb el botànic Valerius Cordus (1515—1544). Al voltant 1542 estudià medicina a París i es llicencià en medicina però mai va arribar a doctorar-se. Va esdevenir apotecari del Cardenal François de Tournon i sota el seu patronatge va poder fer molts viatges científics des de l'any 1546, viatjà per Grècia i l'Orient Proper on esperva trobar les runes de la Troia d'Homer, i tornà el 1549. A Roma Belon es trobà amb els naturalistes Guillaume Rondelet i Hippolyte Salviani.
Belon que va ser molt afavorit pels reis de França Enric I i Carles IX, va ser assassinat al Bois de Boulogne.

## Obres

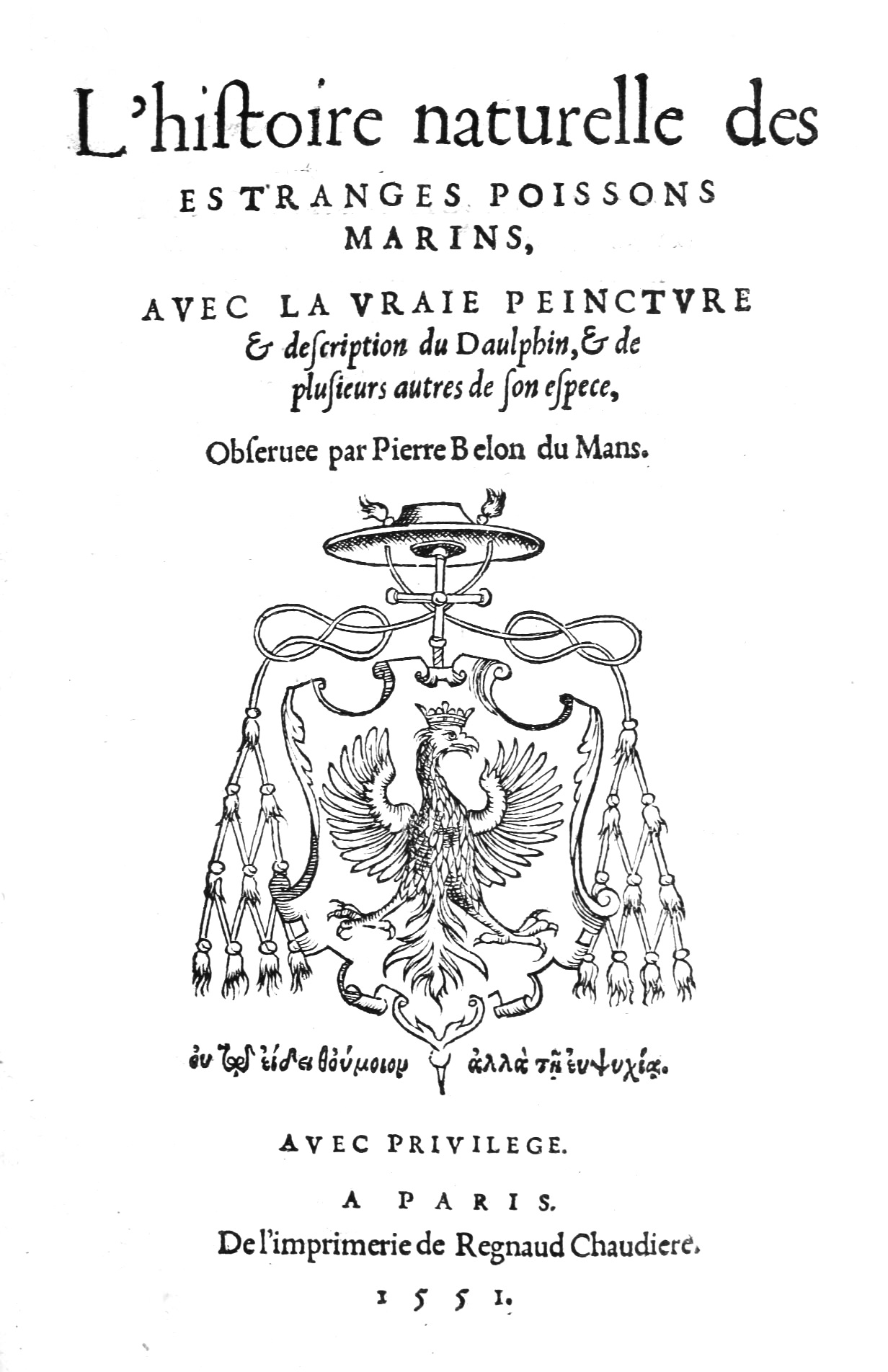
Portada de 1551 sobre la història natural en els peixos

- Histoire naturelle des estranges poissons (1551)
- De aquatilibus (1553).

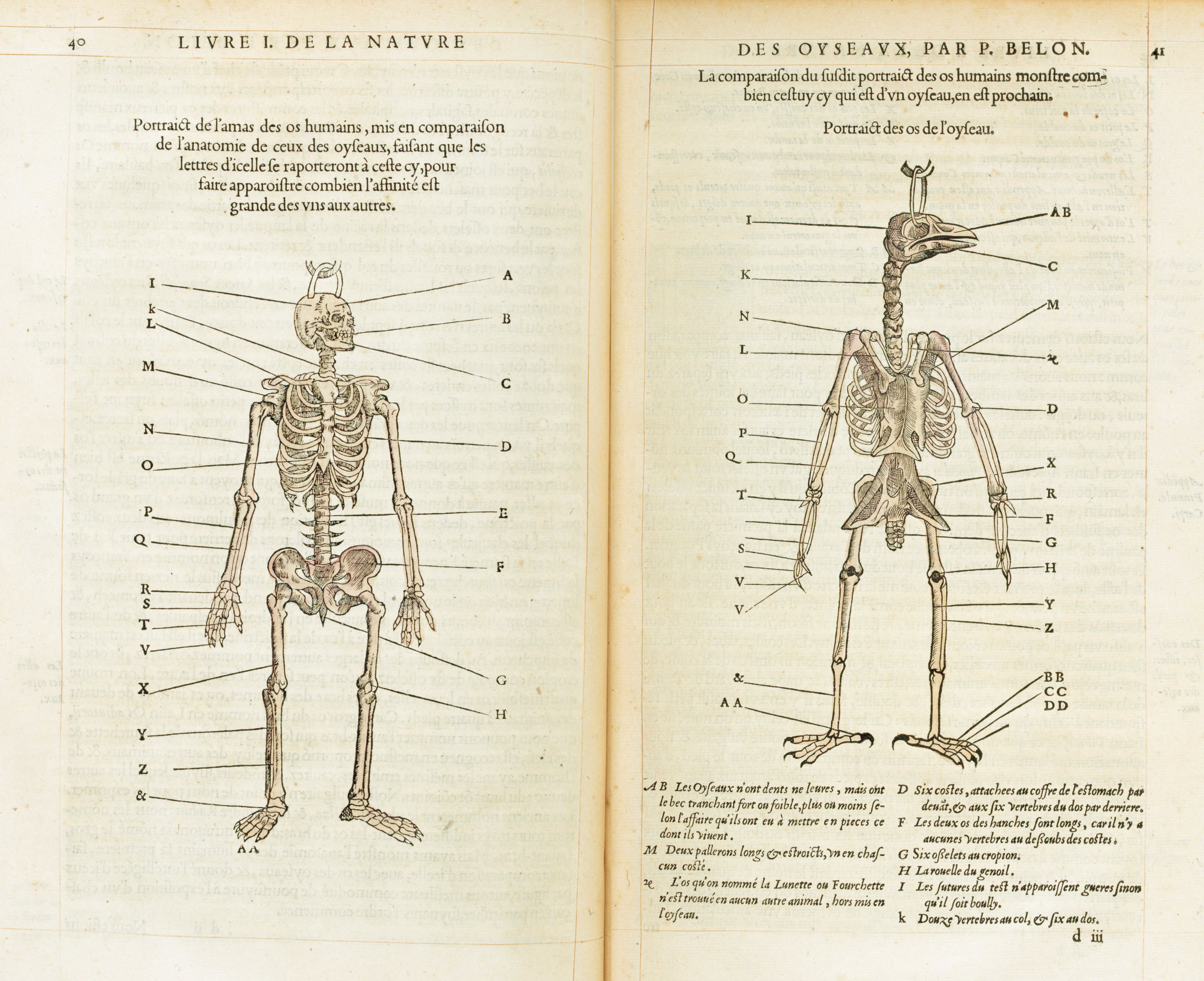
Comparació dels esquelets d'ocells i humans en un llibre de Belon de 1555

- L'Histoire de la nature des oyseaux (1555) on la comparació dels esquelets d'ocells i humans és una de les primeres idees sobre l'anatomia comparada.

### Llibres
Tots ells van ser publicats a París.
- 1551: Histoire de la nature des estranges poissons marins, que inclou peixos i mamífers aquàtics i amb la primera il·lustració francesa d'un hipopòtam.[5]
- 1553: De aquatilibus .
- 1553: De arboribus Coniferis, Resiniferis aliisque semper virentibus..., un text bàsic sobre coníferes.
- 1553 De admirabili operi antiquorum et rerum suspiciendarum praestantia..., tracta dels costums funeraris de l'antiguitat incloent la momificació (De medicato funere seu cadavere condito et lugubri defunctorum ejulatione) i De medicamentis nonnullis, servandi cadaveris vim obtinentibus.
- 1553: Les observacions de plusieurs singularitez et choses memorables trouvées en Grèce, Asie, Judée, Egypte, Arabie et autres pays étrangèrs. Traduïda al llatí per Charles de l'Ecluse, 1589
- 1555: L'Histoire de la nature des oyseaux.

## Llegat
Hi ha un gènere de plantes dins les Gesneriaceae anomenat Bellonia en el seu honor que li va adjudicar Charles Plumier. El gènere de peixos Belone adjudicat per Georges Cuvier, amb la família i ordre dels Belonidae i Beloniformes respectivament. Hi ha una estàtua de Belon erigida el 1887 a Le Mans.